# 达摩笈多
达摩笈多（？—619年），汉语义为“法密”或“法藏”，係6—7世纪间来华译经僧人，南印度古吉拉特邦人，刹帝利种姓。为兄弟四人中长子。二十三岁在中印度出家。他历游大小乘诸国，见闻中国佛法盛行，乃来华。开皇十年（590年），隋文帝诏其入京，后居大兴善寺译经。他“执本对译，允正实繁。所诵大小乘论，并是深要”。《续高僧传》卷二谓其“义理允正，华质显畅”。其后隋炀帝于洛阳上林园设“翻经馆”，笈多亦参与。唐武德二年（619年）达磨笈多卒于上林园。笈多道德高尚，“慈恕立身，柔和成性......寡薄嗜欲，息杜希求”得到当时僧俗的尊敬。

## 译著
根据《古今译经图记》卷四，达摩笈多经、论名称及卷数如下：
- 《无所有菩萨经》四卷
- 《护国菩萨经》二卷
- 《佛华严入如来不思议境界经》二卷
- 《大集譬喻王经》二卷
- 《东方最胜灯王如来经》一卷
- 《移识经》二卷
- 《大乘三聚忏悔经》一卷
- 《大方等大云请雨经》一卷。

以上八部十五卷，系达摩笈多在大兴善寺译出。尚有
- 《法矩陀罗几经》二十卷
- 《起世经》十卷
- 《大方等大集菩萨念佛三昧经》十卷
- 《缘生经》二卷
- 《菩提资振论》六卷
- 《金刚般若经论》二卷
- 《缘生论》一卷
- 《大方等善往意天子所阔经》四卷
- 《药师如来本愿功德经》一卷
- 《摄大乘论释》十卷。

以上共十部，六十六卷，在上林园翻经馆译出。两地合计为一十八部，八十卷。

## 大興善寺與達摩笈多
2015年5月14日，访华的印度总理莫迪拜访大兴善寺，受到大兴善寺方丈释宽旭欢迎。莫迪在大兴善寺用古吉拉特语题词，题词大意是：
自古以来，人类总是在追寻终极的安宁。相对于物质生活来讲，精神生活才是获得永久安宁的最终途径。玄奘曾经到过我的家乡，而今天我非常荣幸地来到这块伟大的土地。我的古吉拉特同乡达摩笈多曾经花费26年时间在这块土地上传播佛教经典和佛教哲学，为这里的人民做出了卓越的贡献。我向为了传播佛法和提升精神而做出巨大努力的你们合十致礼。通过战争来解决问题只能意味着战争。